# Get Up, Stand Up
Singles de The Wailers
Concrete Jungle
(1973) I Shot the Sheriff
(1973)
Get Up, Stand Up (littéralement « Lève-toi , tiens-toi debout » ) est une chanson de reggae écrite par Bob Marley et Peter Tosh en 1973 et parue d'abord sur l'album Burnin' des Wailers.
Elle a ensuite été réinterprétée en diverses versions par Bob Marley and the Wailers et par Peter Tosh, mais également par Martha Velez, Big Youth, The Slickers, Bunny Wailer, Toots and the Maytals, Lloyd Willis, The Chequers, Delton Screechie, Ruddy Thomas, Shabba Ranks, Ijahman, Tracy Chapman, Ben Harper, Sawa, Jah Cure et Arno, Ojos de Brujo, Tiken Jah Fakoly et U Roy.
Get Up, Stand Up se présente comme une chanson contre le racisme et contre l'oppression exercée sur les diverses ethnies issues d'Afrique ou en Afrique même. Bob Marley incite à « se battre pour [ses] droits ». Les paroles de cette chanson dénoncent également certains aspects de la colonisation, au moment où l'Église catholique tente de convertir certains pays africains au christianisme en y envoyant des prêtres.
La chanson est incluse entre autres dans les compilations Legend et Rebel Music de Bob Marley and the Wailers.
En 1999, elle reçoit le Grammy Hall of Fame Award.

## Versions
- Album studio : Catch A Fire (1973)
- Live : Live! at Lyceum (1975) / Talkin' Blues (1991)

## Reprises, remixages et parodies
- Dans l'épisode de Futurama intitulé La livraison du plus fort (The Route of All Evil), Hermes chante sur l'air de Get Up, Stand Up : « Tamponne, trombone, et envoie par coursier. » (« Stamp it, File it, Send it over night. »)
- 1998 : Bruce Springsteen, Peter Gabriel, Tracy Chapman & Youssou N'Dour (Amnesty International Presents Get Up! Stand Up! Highlights From the Human Rights Concerts, 1986-1998)
- 2005 :  Bob Marley & The Wailers and Damian Marley - "Stand Up Jamrock" dans  Tuff Gong Radio†† (Musiques de Grand Theft Auto IV)
- 2014 : Keb' Mo' & Keith Richards album "PFC 3: Songs Around the World" pour Playing for Change
- 2014 : Dina El Wedidi - album  "Songs from a Stolen Spring" (Beyond These Doors - Get Up, Stand Up")
- 2019 : Snoop Dogg - album I Wanna Thank Me (sample sur le titre So Misinformed)

## Certification
| Pays              | Certification | Unités certifiées |
| ----------------- | ------------- | ----------------- |
| Royaume-Uni (BPI) | Argent        | 200 000           |